# 聖何塞 (拉烏尼翁省)
聖何塞（西班牙語：San José），是薩爾瓦多的城鎮，位於該國東部，由拉烏尼翁省負責管轄，面積45.16平方公里，海拔高度230米，2007年人口2,971，人口密度每平方公里65.79人。
13°25′N 87°59′W / 13.417°N 87.983°W